# 邑井貞吉
邑井 貞吉（むらい ていきち）は、講釈師の名跡。
- 初代一龍斎貞吉 - 後∶三代目一龍斎貞山
- 二代目邑井貞吉 - 後∶邑井一

## 3代目
本名は村井一太郎、後に為久四一。1862年（文久2年）10月 - 1902年（明治35年）11月7日没。
江戸牛込の生まれ。2代目の子で、幼いころから吉雄の名で高座に出る。幼い頃から文学に親しみ、父邑井一も医者にするつもりであったが、邑井吉瓶の厳しい指導によって、3代目貞吉を継ぐに至った。
新作講談を得意とし、「石川五右衛門」も得意だった。

## 4代目
4代目邑井 貞吉（1879年（明治12年）10月28日 - 1965年（昭和40年）2月11日）本名、相川喜太郎（あいかわ きたろう）。山梨県甲府市生まれ。講談組合頭取を長らく続け、周囲から「貞吉頭取」と呼ばれていた。
1879年10月、甲府に生まれ、5歳で東京神田に移る。神田千桜小学校を卒業、6代目一龍斎貞山（当時は貞丈）の講談を聞いて講談師を志す。商工中学へ1年通学するが、1895年、3代目邑井貞吉に入門する。入門後、1年程度で吉弥と名乗る。1905年10月、4代目邑井貞吉を襲名。
当時の小説『当世五人男』『新比翼塚』や『漢楚軍談』『三国志』といった古典を講談に仕立てた。2度渡米し、新聞雑誌をよく読み、世界情勢を講談に取り入れたりした。弟子に邑井操がいる。